# الجامعة المستنصرية
الجامعة المستنصرية هي إحدى الجامعات العراقية الحكومية. أخذت أسمها من المدرسة المستنصرية التي أسست في زمن العباسيين في بغداد سنة 1233م على يد الخليفة المستنصر بالله والتي كانت مركزاً علمياً وثقافياً هاماً وهذه الجامعة تعد إمتدادا علميا ومعرفيا لها.
تقع في جانب الرصافة من العاصمة بغداد. تضم 13 كلية معظمها في جانب الرصافة، باستثناء كلية الطب وكلية طب الاسنان والصيدلة لوجودهما بجانب مستشفيات تعليمية في جانب الكرخ من العاصمة بغداد. أسست سنة 1963.

## نبذة تاريخية
في عام 1963م حصلت نقابة المعلمين على إجازة من وزارة التربية بتأسيس جامعة اهلية بإسم الجامعة المستنصرية تضم عدة فروع وأقسام فانتمى إليها جمهور من المعلمين والطلبة. وكانت النقابة تأمل أن توسع الجامعة وتجعلها شاملة لجميع الفروع العلمية والأكاديمية، لكن قرارا أصدر في عام 1964م قد أمر بدمجها بجامعة الشعب التي ألحقت بجامعة بغداد لكن العاملين عليها ظلوا يحاولون الحفاظ على مكتسباتها فكانوا يسعون بين الحين والآخر إلى تحقيق بعض الاستقلال لهذه الكلية وفك ارتباطها من جامعة بغداد، ففتحت فيها الأقسام العلمية المختلفة، وحددت أجور الطلبة وصار للكلية حق تملك المباني باسمها، ونالت الاعتراف بشهادتها التي منحت لأول دورة تخرجت فيها عام 1967م فصارت لها أرضية ثابتة فمن حيث العمل أثبتت قدرة وكفاءة ومن حيث المقر نجد أنها كانت منذ نشأتها موزعة في بعض الأماكن المستأجرة التي يكون الجزء الأكبر منها من كليات جامعة بغداد. لكنها منذ بدء العام الدراسي 1968 - 1969م بدأت تستكمل مبناها الشامل الذي انتقلت إليه فعلا معظم أقسام الدراسات النظرية ومع اكتمال تهيؤ المبنى الجديد للدراسة عاد الاسم الأول لهذه المؤسسة وهو الجامعة المستنصرية التي حالفها النجاح وفرض نفسه وفعلا في عام 1968م أطلق اسم الجامعة المستنصرية على الكلية الجامعة ثم أصبحت جامعة حكومية رسمية عام 1974م.
موقع الجامعة المستنصرية

## كليات الجامعة

### كلية الطب
- قسم الفيزياء الطبية
- قسم الفسلجة
- قسم الأحياء المجهرية
- قسم الأدوية السريرية
- قسم الكيمياء الحياتية
- قسم الأمراض النسائية
- قسم التشريح
- قسم الطب والجراحة
- قسم أمراض الأطفال

تقع في منطقة اليرموك قرب مستشفى اليرموك في جانب الكرخ.

### كلية طب الأسنان
تقع في شارع الشيخ معروف - خلف مستشفى الكرامة.

### كلية الصيدلة
تعد كلية الصيدلة / الجامعة المستنصرية من الكليات الفتية بتاسيسها، إذ أسست عام 1999م من قبل جامعة بغداد وعرفت بـ (كلية الصيدلة الصناعية) وبعد ذلك تم تحويلها إلى عهدة الجامعة المستنصرية تحت اسم (كلية الصيدلة) والتحقت الدورة الأولى في العام الدراسي 2000/2001م.
```
لقد تمكنت الكلية من إرساء قواعد علمية رصينة لتصبح مؤسسة علمية تمد المجتمع بصيادلة من ذوي المهارات المهنية العلمية في مجال العلوم الصيدلانية المختلفة، ومراقبة الدواء إضافة إلى المهارات المهنية لخريجي هذه الكلية الذين يعملون في القطاعات الحكومية والأهلية في مجال صرف الأدوية للمرضى ومتابعة حالتهم الصحية وكذلك في مجالات الرقابة النوعية على الأدوية والتحاليل المختبرية والسريرية واستعلام الأدوية والسموم والبحوث الطبية الصيدلانية والصناعات الدوائية.
```

ومنذ تأسيس الكلية حتى مطلع العام الدراسي الجديد 2014/2015م تم تخريج عشر دورات، ويمنح خريجوا الكلية شهادة البكلوريوس في علوم الصيدلة وهذا ما يعزز المسيرة العلمية الفاعلة للبلد.
مدة الدراسة في كلية الصيدلة خمس سنوات، حيث يمنح خريجوا الكلية شهادة البكالوريوس في علوم الصيدلة بعد النجاح بواقع 172 (مائة واثنان وسبعون) وحدة معتمدة موزعة على عشرة فصول دراسية من ضمنها مدة التدريب الضرورية لممارسة المهنة خلال فصل الصيف في معامل الأدوية والمستشفيات والصيدليات الأهلية في حده الأدنى.
تمتلك كلية الصيدلة/ الجامعة المستنصرية (24) مختبرا للدراسات الأولية والعليا مزودة بأحدث الأجهزة العلمية والكوادر الصيدلانية والعلمية المتنوعة والمؤهلة للإشراف عليها.
```
تم افتتاح الدراسات العليا (الماجستير) في عام (2010) وتتضمن الدراسة سنة تحضيرية تتبعها سنة بحثية يمنح بعدها الخريج شهادة ماجستير/علوم صيدلة.
```

تسعى كلية الصيدلة / الجامعة المستنصرية بخطى حثيثة من أجل الارتقاء دوماً بالمستوى العلمي لأساتذتها وطلابها ومواكبة احدث التطورات العلمية والصيدلانية العالمية.
وتقع الكلية في منطقة القادسية على الطريق السريع.

#### رؤية الكلية
أن تكون مركزاً تعليمياً يزدهر في رحابها العقل وتعلو فيه قدرة الإبداع والابتكار، وأن تتوافق مناهجها الدراسية وبرامجها التدريبية مع أحدث المناهج المعتمدة في كليات الصيدلة العالمية.

#### رسالة الكلية
تسعى الكلية إلى تقديم أعلى مستوى من الخدمات الصيدلانية لتلبية احتياجات المجتمع في مجالات التعليم، والبحث العلمي، والصناعة الدوائية المتجددة، مع الاستفادة من أحدث التطورات العلمية. وتهدف إلى إعداد خريجين يمتلكون مهارات عالية في علوم الصيدلة، والمراقبة والتقييم الدوائي، واستعلامات الأدوية والسموم، إضافة إلى التحليلات المختبرية والسريرية، بما يسهم في تزويد القطاعين العام والخاص بالمعلومات التقنية والمهارات اللازمة لتلبية الاحتياجات الدوائية المتنوعة.

#### أهداف الكلية
1. تطبيق أعلى معايير الجودة في التعليم والتدريب باستخدام أحدث التقنيات.
2. تخريج صيادلة مزودين بأحدث المعلومات العلمية الصيدلانية وفق متطلبات سوق العمل؛ ليكون لهم دور فعال في الخدمات الاجتماعية والعلاجية والرعاية الصحية.
3. مواكبة التقدم العلمي في المجال الصيدلاني والإدارة الحديثة للعلوم الصيدلانية التي تسهم في رفع الواقع الصحي في البلد.
4. التأكيد على الجانب السريري في علاج المرضى وفتح قنوات للتواصل والحوار مع المرضى لتوفير أفضل الخدمات الصحية للمجتمع.
5. تهيئة طلبة الدراسات الأولية ليكونوا صيادلة ذوي تخصص مهني عالي الجودة للوصول إلى مستوى متقدم من الكفاءة والمعرفة العلمية.
6. الإسهام في تنشيط المعرفة الطبية من خلال تشجيع حركة البحث العلمي في مختلف الاختصاصات.

#### الفروع العلمية (التسلسل حسب الاقدمية)
1. فرع الأدوية والسموم
2. فرع الكيمياء الصيدلانية
3. فرع الصيدلانيات
4. فرع العلوم المختبرية السريرية
5. فرع الصيدلة السريرية
6. فرع العقاقير والنباتات الطبية

## كلية الهندسة
تقع في منطقة باب المعظم بالقرب من گراج باب المعظم
وتضم تسعة أقسام هندسية وهي:
- الهندسة الكهربائية
- الهندسة الميكانيكية
- الهندسة المدنية
- هندسة البيئة
- هندسة الحاسوب
- هندسة الطرق والنقل
- هندسة المواد
- هندسة العمارة
- هندسة الموراد المائية

وهي تعتبر من الكليات ذات المستوى التعليمي العالي في بغداد وفي عام 2016م بدأت الكلية باتّباع نظام الكورسات وإضافة نظام التخصص لأقسامها.[بحاجة لمصدر]

## كلية القانون

لافتة مدخل كلية القانون في شارع ابن فضلان في سبع أبكار

تقع الكلية في بناية مستقلة خارج الحرم الجامعي الرئيسي للجامعة المستنصرية، في منطقة سبع أبكار ببغداد. تأسست الكلية عام 1963م، واستمرت في تقديم خدماتها الأكاديمية حتى عام 1977م، ثم أُعيد افتتاحها واستُؤنفت الدراسة فيها عام 1998م.

## كلية الآداب
تحتوي الكلية على عشرة أقسام دراسية وهي:
- قسم الترجمة:

أسس قسم الترجمة في العام الدراسي (1974-1975م) وتخرجت الدفعة الأولى في العام الدراسي (1978-1979م)، أما الدراسات المسائية فقد بدأت في العام (1994-1995م) لإتاحة الفرصة قبالة من تأخر عن أقرانه.
يرمي القسم إلى إعداد مترجمين يتولّون ترجمة الفكر العالمي إلى العربية وينقلون أفكار مفكرينا وأدبائنا ومشاعرهم إلى العالم، وتهيئة الملاكات الفنية في الترجمة وسد الحاجة المتزايدة إلى المترجمين في مجالات العمل المختلفة في الدوائر الرسمية والمؤسسات المختلفة ودور الصحافة والإذاعة والتلفاز ورعاية الطلبة الموهوبين وتشجيعهم ممن يمكن أن يتخصصوا بفروع الترجمة المختلفة على مستوى الدراسات العليا كي يسدوا الحاجة الملحٌة للبلد، ولمواكبة الأحداث مما يتطلب التعبير عنها وترجمتها إلى اللغات العالمية ويمكن أن تسهم في نقل ما يجري على الصعد المختلفة إلى العربية.
- قسم اللغة الإنكليزية:

تزامن تأسيس قسم اللغة الإنكليزية وتأسيس الجامعة سنة (1963م)، وقد عاصر القسم أدوار التطور والتحول التي مرت بها الجامعة، إذ أفاد القسم من جميع الفرص التي تهيأت له فشهد تطورا ملموسا كمّا ونوعا، وللقسم السبق في استعمال الأجهزة السمعية والبصرية للأغراض التعليمية واعتماده على أجهزته الخاصة ومكتبته العلمية في كثير من الأحيان.
من أهداف القسم تعليم اللغة الإنكليزية وآدابها والتركيز في إتقان المهارات اللغوية (تحدث وقراءة وكتابة) ويرمي القسم أيضا إلى رفد مؤسات الدولة ووزاراتها المختلفة بالخبرة والمشورة والإسهام في المؤتمرات والندوات واللجان المحلية والإقليمية ولا سيما مجال الإعلام والتربية والتعليم والخارجية، ويكاد يكون لكل عضو فيه نشاط وإسهام دائمي في هذا الشأن.
التخصصات التي يخرجها القسم: يمنح القسم شهادة البكالوريوس في اللغة الإنكليزية وآدابها في الدراستين الصباحية والمسائية وشهادة الماجستير بفرعيها الأدب واللغة.
- قسم اللغة الفرنسية:

أسس القسم عام (1976م)، ويرمي إلى إعداد ملاكات متخصصة باللغة الفرنسية قادرة على التدريس في المرحلة المتوسطة والإعدادية والترجمة والتعامل بهذه اللغة في الأوساط الثقافية والعلمية في مؤسسات الدولة، وإسهام الملاكات المتخصصة في الندوات والمؤتمرات الدولية وتهيئة الأوائل منهم لدراسة الماجستير لرفد جامعات القطر بالملاكات العلمية المتمكنة من تدريس هذه اللغة.
- قسم اللغة العربية:

أسس قسم اللغة العربية مع أولى كلية أسست في الجامعة المستنصرية عام (1963- 1964م) وقد كانت فيه الدراسة مسائية في بداية الأمر، ثم تحولت إلى دراسة صباحية في العام (1975م).
التخصصات التي يخرجها القسم:
- النحو
- اللغة
- الأدب العربي ونقده

- قسم المعلومات والمكتبات:

وهو من الأقسام المتميزة والمتجددة، قامت الدراسة في القسم على مستوى الدبلوم الأول في العام (1970-1971م) لمنح شهادة الدبلوم في تخصص المكتبات، ثم تطورت الدراسة إلى مستوى البكالوريوس في العام (1978م).
يرمي القسم إلى إعداد الملاكات المؤهلة على اختلاف مستوياتها للعمل في مؤسسات المعلومات المختلفة كالمكتبات ومراكز التوثيق ودور الأرشيف ومراكز حفظ الوثائق في مؤسسات الدولة المختلفة والمؤسسات البحثية والثقافية لتسهم إسهاما فاعلا في نشر الوعي المعلوماتي في المجتمع وعلى مختلف مستوياته، والرفع من مستوى المهنة لتكون بمصاف المهن الفنية الأخرى والتثقيف العام للمجتمع عن طريق نشر الوعي المكتبي والمعلوماتي في المجتمع وإدراك الحاجة الضرورية للمعلومات لدى الجماهير ومن خلال النهوض بمراكز المعلومات والمكتبات العراقية وتمكينها من أداء رسالتها على الوجه الأكمل.
يركّز القسم في مناهجه الدراسية على استخدام التقنيات الحديثة، لا سيما في مجال الحاسبات والإنترنت، ويُعنى بتدريب الطلبة على الاستفادة من التطورات في الحركة المعلوماتية العالمية، بما في ذلك خزن المعلومات واسترجاعها ووسائل التعامل معها. بلغ عدد خريجي القسم في الدور الأول للعام الدراسي 2003–2004م (42) خريجًا.
- التخصصات التي يخرجها القسم: المعلومات والمكتبات.
- طبيعة البحوث التي ينجزها القسم: بحوث تطبيقية.
- تاريخ بدء الدراسات العليا في القسم: بدأ القسم بمنح درجة الماجستير في العام (1986-1987م)، أما درجة الدكتوراه فبدأ القسم بمنحها في العام (1992-1993م).

- موقع صفحة القسم على الفيسبوك هو (قسم المعلومات والمكتبات على الفيسبوك) والصفحة الخاصة بمدونة القسم على الانترنيت على الرابط التالي:(مدونة قسم المعلومات والمكتبات في الجامعة المستنصرية)
- قسم علم النفس:

أسس قسم علم النفس في العام (1964م) ويرمي القسم إلى محاولة تسخير علم النفس في كافة مجالات الحياة العامة وإعداد ملاكات متخصصة في مجال علم النفس العام، وكذلك دراسة الظواهر النفسية ومحاولة إيجاد الحلول للمشكلات النفسية.
- قسم الفلسفة:

أسس القسم في العام الدراسي (1993-1994م) ويرمي إلى تلبية حاجة المجتمع والجامعات العراقية إلى المتخصصين بالمواد الفلسفية وبناء فكر علمي ناقد يستوعب التحليل الواعي لطرائق البحث وتخريج باحثين فلسفيين يعملون على تفعيل الفكر المنطقي واعتماد المنهج العلمي الصحيح في كافة مجالات الثقافة والعلوم وتزويد الطالب بمدخل إلى المشكلات الفكرية الأساسية وحلول الفلاسفة لها قديما وحديثا، والعناية بالتراث الفلسفي العربي وإبراز قيمته وأصالته والكشف عن إسهامات الفلاسفة العرب ومواكبة الفكر الفلسفي المعاصر في رفد الحضارة الإسلامية.
- قسم الأنثروبولوجي:

أسس قسم الانثروبولوجيا التطبيقية (علم الإنسان) وبداية العام (2003م) الذي استقبل أولى دفعه من الطلبة للعام الدراسي (2003-2004م).
يرمي القسم إلى إعداد ملاكات متخصصه وقادرة على توظيفها بالجوانب الأكاديمية لدراسة المجتمعات الإنسانية بشتى أنماطها، فضلاً عن دراسة المؤسسات السياسية والصناعية والتخطيطية والتربوية لتطويرها وتنمية قدراتها.
- قسم التأريخ:

أسس قسم التاريخ عام (2005 - 2006م) ويرمي القسم إلى تخريج أجيال جديدة تحمل راية العراق العظيم وتربط الماضي بالحاضر والمستقبل وكذلك تخريج أجيال تلم بتاريخ الأمة العربية والإسلامية والعالم أجمع قديماً وحاضراً ومستقبلاً.
- قسم الإعلام:

أسس قسم الإعلام عام (2012 - 2013م) وتم قبول (125) طالبا للدراسة الصباحية وتم فتح الدراسة المسائية عام 2013 - 2014
ويهدف القسم إلى:
1. تطوير الطلبة نظريّا ومهنيّا من خلال تدريسهم المواد المختصة في مجال الإعلام وبالاتجاه الصحيح والمتطور.
2. إعداد كوادر إعلامية مدربة ومهيأة للعمل في وسائل الإعلام بشكل صحيح وناجح.
3. تطوير وصقل المهارات والقابليات الموجودة لدى الطلبة وتوجيهها بالشكل الصحيح.

الإرتقاء بمستوى الطلبة العلمي والمهني بما يساعد على تخريج نخبة من الطلبة على مستوى رفيع من الأداء الإعلامي.

## كلية التربية
تتكون كلية التربية - الجامعة المستنصرية من ثلاثة أقسام علمية هي:
أقسام علمية صرفة مع دروس تربوية:
- الفيزياء
- الرياضيات
- الحاسبات

خمسة أقسام إنسانية هي:
- التاريخ
- علوم القرأن
- التربية النفسية
- الجغرافية
- إرشاد تربوي
- اللغة العربية

## كلية التربية الأساسية
- قسم علوم الحاسبات
- قسم التربية الرياضية
- قسم اللغة الإنكليزية
- قسم الرياضيات
- قسم الجغرافية
- قسم التاريخ
- قسم رياض أطفال
- قسم تربية خاصة
- قسم الإسلامية
- قسم العلوم
- قسم المهنية والأسرية
- قسم الفنية
- قسم اللغة العربية
- قسم الإرشاد التربوي والنفسي
- قسم معلم الصفوف الأولى

الموقع الرسمي لكلية التربية موقع كلية التربية
تقع في منطقة سبع أبكار في جانب الرصافة وكان اسمها كلية المعلمين.

## كلية العلوم
مقرها في شارع فلسطين
تتكون كلية العلوم من الأقسام التالية:
- قسم علوم الحياة
- قسم علوم الحاسبات
- قسم الكيمياء
- قسم الفيزياء
- قسم الرياضيات
- قسم علوم الجو (Atmospheric science)

- وحدة أبحاث البوليمرات:
تأسست وحدة أبحاث البوليمرات 1993 لإجراء البحوث العلمية
الأكاديمية والتطبيقية وعلى المواد البلاستيكية لخدمة البيئة العراقية والصناعات المحلية وبرامج وخطط وزارة النفط والزراعة والوزارات العراقية الأخرى.

## كلية التربية الرياضية
الكلية تحتوي على قسمين رئيسيين هما:
- قسم المواد العملية:

تُعنى بالمواد العملية بجانبيها العملي والنظري كالألعاب الفردية والألعاب الجماعية، كالعاب الساحة والميدان والجمناستك والمصارعة والملاكمة والسباحة وبقية الألعاب الفردية. أما الألعاب الجمعية تتمثل بكرة القدم والسلة والطائرة واليد وخماسي كرة القدم.
- قسم المواد النظرية:

يُعنى بتدريس المواد النظرية كالتشريح والفسيولوجي والبابوميكانيك والاختبارات والقياسات والتعلم الحركي وعلم النفس إلى آخره من المواد النظرية المرتبطة بالنشاط
تقع في منطقة باب المعظم في جانب الرصافة
وفي داخل الجامعة المستنصرية في الوزيرية أيضا

## كلية الإدارة والاقتصاد
تقع في منطقة الطالبية في جانب الرصافة، وتحتوي على خمسة أقسام: 
- قسم المحاسبة
- قسم العلوم المالية والمصرفية
- قسم إدارة الأعمال
- قسم الاقتصاد
- قسم الإحصاء

يوجد فيها مكتب استشاري يقدم الخدمات الاقتصادية والمحاسبية على مستوى عالي، وتحتوي على قاعات لطلبة الماجستير والدكتوراه ومكتبة خاصة بالعلوم الإدارية.

## كلية العلوم السياحية
تقع كلية العلوم السياحية في نفس المجمع الذي توجد فيه كلية الإدارة والإقتصاد في الطالبية في جانب الرصافة في بغداد.
يعود تأسيس الدراسات السياحية والفندقية الجامعية إلى العام 1972، إذ كانت كلية الإدارة والاقتصاد تمنح في ذلك الوقت شهادة الدبلوم لغاية العام الدراسي 1984/1985م، حيث تم إلغاء شهادة الدبلوم واستحداث شهادة البكالوريوس في العام الذي تلاه. ثم تحول القسم إلى كلية متخصصة للسياحة وإدارة الفنادق في آب من العام 2013م لتصبح أول كلية متخصصة في مجال العلوم السياحية والفندقية في العراق.
تحتوي الكلية على قسمين رئيسين:
- قسم السياحة
- قسم إدارة الفنادق

تهدف الكلية إلى العديد من الأهداف، منها:
1. إرساء دعائم الدراسات الأولية والعليا في مجال العلوم السياحية والفندقية، وتطوير نشاطات البحث العلمي فيها.
2. إعداد وتخريج ملاكات علمية ومهنية متخصصة تساهم بمجالات السياحة والضيافة قادرة على سد احتياجات المجتمع العراقي.
3. التعاون مع الكليات والأقسام المناظرة في مجالات البحث العلمي والتطوير والمؤتمرات والندوات و ورش العمل... إلخ محلياً ودولياً.
4. كما يوجد فيها الشعب الإدارية منها شعبة التسجيل والضمان والإحصاء وإبن سينا والتعليم المستمر والإدارية.

الموقع الرسمي لـ كلية العلوم السياحية

## رؤساء الجامعة المستنصرية
- الدكتور إبراهيم عبد الله محي المؤذني.[6]
- الدكتور رياض حامد الدباغ.[6]
- الدكتور مسارع حسن الراوي.[6]
- الدكتور يحيى توفيق الراوي.[6]
- الدكتور طاهر خلف البكاء.[6]
- الدكتور تقي علي الموسوي.[6]
- الدكتور فلاح حسن الأسدي.[6]
- الدكتور إحسان كاظم شريف القرشي.[6]
- الدكتور رحيم طاهر مهدي الساعدي.[6]
- الدكتور فلاح حسن عبد الحسين الأسدي.[6]
- الأستاذ الدكتور صادق محمد الهماش.[6]
- الأستاذ الدكتور حميد فاضل التميمي.[6]
- الأستاذ الدكتور صادق محمد الهماش.

## مراكز الجامعة

### المعهد العالي للدراسات الدولية والسياسية
تأسس المركز في عام 1988م، ويضم عدة أقسام، من بينها قسم الدراسات الدولية، الذي يتكوّن من فرعين مدمجين، يهدفان إلى دراسة القضايا الدولية والإقليمية وتحليلها من منظور علمي وأكاديمي. وهما:
1. فرع الدراسات القانونية: إذ يمنح الدارسين في هذا القسم شهادة الماجستير في القانون الدولي العام.
2. فرع الدراسات السياسيـة: إذ يمنح الدارسين في هذا القسم شهادة الماجستير في العلوم السياسية.

- قسم الفكر السياسي
- قسم النظم السياسية والسياسات العامة
- قسم الدراسات المستقبلية

### مركز المستنصرية للدراسات العربية والدولية
يُعد المركز أحد المراكز البحثية البارزة في العراق، ويتبع الجامعة المستنصرية. تأسس في عام 1992م، وقدّم منذ ذلك الحين مئات البحوث المهمة في المجالات الاقتصادية والسياسية والاجتماعية والتاريخية، بالإضافة إلى الدراسات الجغرافية.

### مركز بحوث أمراض السكري
يُعد المركز أحد المراكز الطبية التابعة للجامعة المستنصرية، وقد تأسس في عام 1997م، ويُعنى بتقديم الخدمات الطبية والتعليمية والبحثية في عدد من التخصصات الصحية.
أقسام المركز:
- قسم الباطنية
- قسم الغدد الصم
- قسم الأطفال
- قسم النسائية
- قسم العيون
- قسم النمو

مختبرات المركز:
- مختبرات الكيمياء السريرية
- مختبر أمراض الدم
- مختبر البكتريولوجي
- مختبر السيريولوجي
- مختبر المناعة السريرية
- مختبر الهرمونات

المركز الوطني لعلاج وبحوث السكري يقدم الخدمات الطبية للمواطنين.

### قسم ضمان الجودة والأداء الجامعي
يهتم القسم بمراقبة وتحسين العملية التعليمية في الجامعة المستنصرية. يتكون القسم في هيكله التنظيمي من ثلاث شعب:

1.شعبة تقييم الأداء.

2.شعبة ضمان الجودة.

3.شعبة الدعم والتدريب الفني
يرتبط القسم إدارياً بالسيد رئيس الجامعة ويعمل مع بقية الكليات من خلال مجلس ضمان الجودة.

يدير القسم ومنذ 2012 الدكتور بشار مكي العيساوي دكتوراه في علوم الحاسوب.

## وصلات خارجية
- الموقع الرسمي